# Krón Ernő (könyvkötő, 1924–2021)

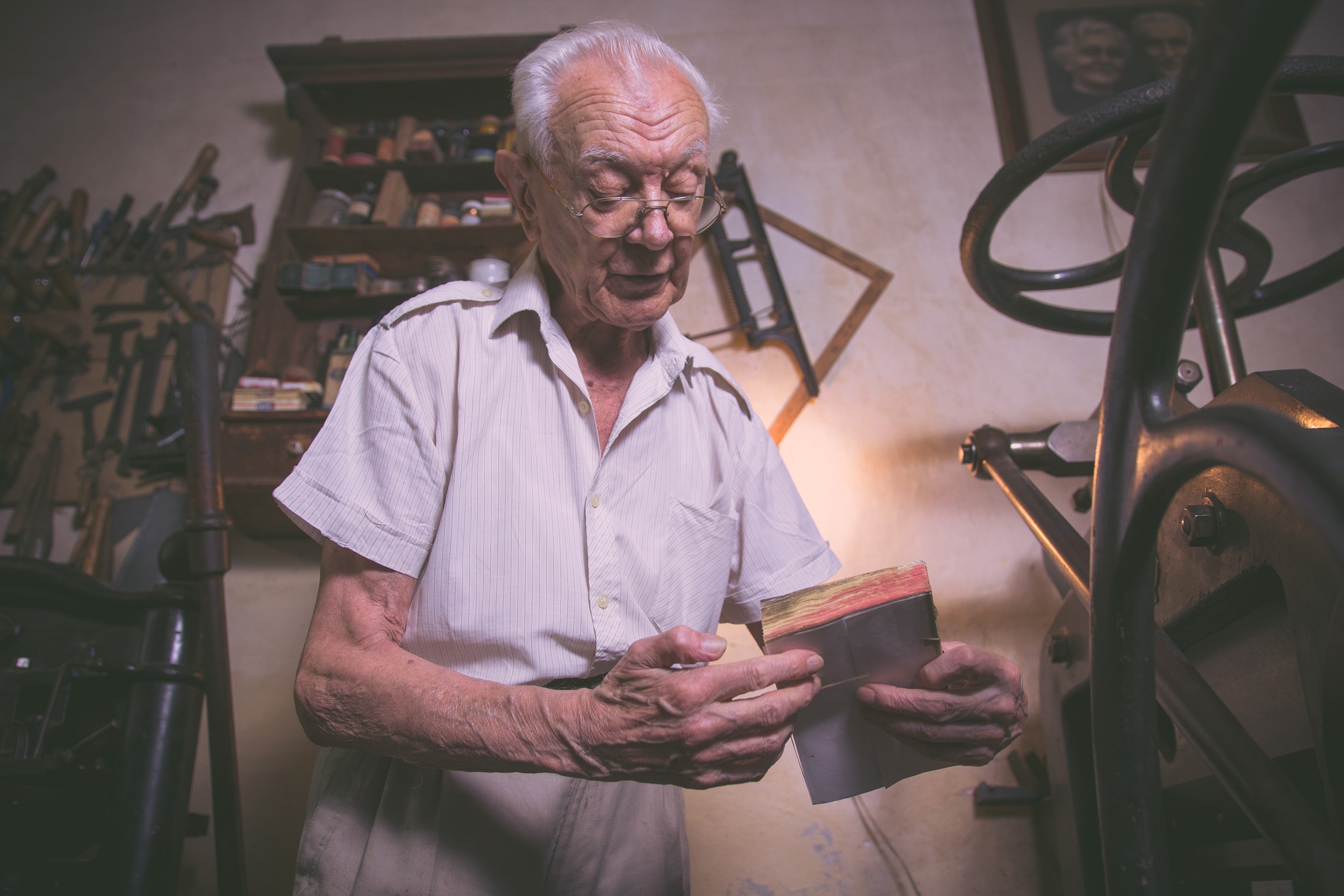
2017-ben (Szigeti Szenner Szilárd felvétele)

Krón Ernő István (Marosvásárhely, 1924. augusztus 19. – Marosvásárhely, 2021. augusztus 1.) erdélyi magyar könyvkötő, bábszínész, id. Krón Ernő fia.

## Életpályája
Nagyapja, akit szintén Krón Ernőnek hívtak, akárcsak az apját, a 19. század végén költözött Marosvásárhelyre Felvidékről, és itt alapított családot. Ő volt a könyvkötő dinasztia első generációja. 
Legifjabb Krón Ernő Marosvásárhelyen élte le az életét. 1935-ben elvégezte a római katolikus gimnáziumot. 1945-ben mesterlevelet kapott a Kereskedelmi Iparkamarától. Ezután könyvkötőként dolgozott az apja műhelyében (1945–1949), majd az Orvosi és Gyógyszerészeti Intézetben (1949–1952). 1952 és 1976 között az ÁllamI Bábszínház színésze volt. 1976-ban nyugdíjazták, és attól kezdve haláláig szintén könyvkötőként dolgozott. 1984-ben Csáky Zoltán portréfilmet készített róla a román televízió magyar adása számára.

## Díjai, elismerései
- Elismerő oklevél könyvkötői munkájáért, Művelődési Minisztérium, Bukarest, 1983
- A könyv szenátora, Maros megyei könyvtár, 2019[2]